# برنارد اشمیت
برنارد ولدمار اشمیت یا برنهارد اشمیت (انگلیسی: Bernhard Schmidt; ۳۰ مارس ۱۸۷۹ – ۱ دسامبر ۱۹۳۵) اخترشناس، کارشناس اپتیک و فیزیک‌دان از آلمانی‌های بالتیک بود.
در سال ۱۹۳۰ او تلسکوپ اشمیت را؛ که خطاهای نوری ابیراهی کروی، کما و آستیگماتیسم را اصلاح می‌کند اختراع کرد و ساخت دوربین‌های بازتابنده بسیار بزرگ، با زاویه باز و زمان نوردهی کوتاه را برای تحقیقات نجومی امکان‌پذیر ساخت.

## تلسکوپ اشمیت
اخترشناسان مدت‌ها آرزو داشتند راهی برای عکس‌برداری از انبوه کرانهٔ آسمان به سرعت به منظور بررسی محتوای قابل مشاهده جهان و دیدن ساختارهای مقیاس بزرگ داشته باشند. تلسکوپ‌های معمولی تا زمان اشمیت میدان دید باریکی را نشان می‌دادند که قطر آن‌ها معمولاً ۱ یا ۲ درجه است.